# Sin Agua
Sin Agua är en ort i Mexiko.   Den ligger i kommunen Tacámbaro och delstaten Michoacán de Ocampo, i den södra delen av landet, 250 km väster om huvudstaden Mexico City. Sin Agua ligger 1 690 meter över havet och antalet invånare är 105.
Terrängen runt Sin Agua är lite bergig. Runt Sin Agua är det ganska tätbefolkat, med 80 invånare per kvadratkilometer. Närmaste större samhälle är Tacámbaro de Codallos, 8,7 km öster om Sin Agua. I omgivningarna runt Sin Agua växer huvudsakligen savannskog.